# Cisarap
Cisarap is een bestuurslaag in het regentschap Lebak van de provincie Banten, Indonesië. Cisarap telt 3089 inwoners (volkstelling 2010).